# Campionati europei di ciclismo su pista 2023 - Keirin maschile
Il keirin maschile ai Campionati europei di ciclismo su pista 2023 si svolse il 12 febbraio 2023 presso il Velodrome Suisse di Grenchen, in Svizzera.

## Risultati

### Primo turno
I primi due di ogni batteria si qualificarono per il secondo turno, mentre gli altri corridori passarono ai ripescaggi.
Batteria 1
| Pos. | Atleta             | Nazione     | Note |
| ---- | ------------------ | ----------- | ---- |
| 1    | Harrie Lavreysen   | Paesi Bassi | Q    |
| 2    | Rafał Sarnecki     | Polonia     | Q    |
| 3    | Sándor Szalontay   | Ungheria    |      |
| 4    | Alejandro Martínez | Spagna      |      |
| 5    | Martin Čechman     | Rep. Ceca   |      |
| 6    | Justas Beniušis    | Lituania    |      |

Batteria 2
| Pos. | Atleta              | Nazione     | Note |
| ---- | ------------------- | ----------- | ---- |
| 1    | Jeffrey Hoogland    | Paesi Bassi | Q    |
| 2    | Mattia Predomo      | Italia      | Q    |
| 3    | Patryk Rajkowski    | Polonia     |      |
| 4    | José Moreno Sánchez | Spagna      |      |
| 5    | Maximilian Dörnbach | Germania    |      |
| 6    | Conor Rowley        | Irlanda     |      |

Batteria 3
| Pos. | Atleta            | Nazione       | Note |
| ---- | ----------------- | ------------- | ---- |
| 1    | Jack Carlin       | Gran Bretagna | Q    |
| 2    | Melvin Landerneau | Francia       | Q    |
| 3    | Bohdan Danyl'čuk  | Ucraina       |      |
| 4    | Jakub Šťastný     | Rep. Ceca     |      |
| 5    | Sotirios Bretas   | Grecia        |      |
| 6    | Matteo Bianchi    | Italia        |      |
| 7    | Bálint Csengői    | Ungheria      |      |

Batteria 4
| Pos. | Atleta              | Nazione       | Note |
| ---- | ------------------- | ------------- | ---- |
| 1    | Tom Derache         | Francia       | Q    |
| 2    | Michail Jakovlev    | Israele       | Q    |
| 3    | Marc Jurczyk        | Germania      |      |
| 4    | Hamish Turnbull     | Gran Bretagna |      |
| 5    | Vasilijus Lendel    | Lituania      |      |
| 6    | Miltiadis Charovas  | Grecia        |      |
| 7    | Vladyslav Denysenko | Ucraina       |      |

### Ripescaggi
I primi due di ogni batteria si qualificarono per il secondo turno.
Batteria 1
| Pos. | Atleta           | Nazione       | Note |
| ---- | ---------------- | ------------- | ---- |
| 1    | Hamish Turnbull  | Gran Bretagna | Q    |
| 2    | Sándor Szalontay | Ungheria      | Q    |
| 3    | Sotirios Bretas  | Grecia        |      |
| 4    | Conor Rowley     | Irlanda       |      |

Batteria 2
| Pos. | Atleta              | Nazione   | Note |
| ---- | ------------------- | --------- | ---- |
| 1    | Patryk Rajkowski    | Polonia   | Q    |
| 2    | Maximilian Dörnbach | Germania  | Q    |
| 3    | Justas Beniušis     | Lituania  |      |
| 4    | Jakub Šťastný       | Rep. Ceca |      |

Batteria 3
| Pos. | Atleta              | Nazione   | Note |
| ---- | ------------------- | --------- | ---- |
| 1    | Martin Čechman      | Rep. Ceca | Q    |
| 2    | José Moreno Sánchez | Spagna    | Q    |
| 3    | Bohdan Danylchuk    | Ucraina   |      |
| 4    | Bálint Csengői      | Ungheria  |      |
| 5    | Miltiadis Charovas  | Grecia    |      |

Batteria 4
| Pos. | Atleta              | Nazione  | Note |
| ---- | ------------------- | -------- | ---- |
| 1    | Vasilijus Lendel    | Lituania | Q    |
| 2    | Vladyslav Denysenko | Ucraina  | Q    |
| 3    | Marc Jurczyk        | Germania |      |
| 4    | Matteo Bianchi      | Italia   |      |
| 5    | Alejandro Martínez  | Spagna   |      |

### Secondo turno
I primi tre di ogni batteria si qualificarono per la finale dal 1º al 6º posto, tutti gli altri per la finale dal 7º al 12º posto.
Batteria 1
| Pos. | Atleta            | Nazione       | Note |
| ---- | ----------------- | ------------- | ---- |
| 1    | Tom Derache       | Francia       | Q    |
| 2    | Harrie Lavreysen  | Paesi Bassi   | Q    |
| 3    | Mattia Predomo    | Italia        | Q    |
| 4    | Melvin Landerneau | Francia       |      |
| 5    | Hamish Turnbull   | Gran Bretagna |      |
| 6    | Vasilijus Lendel  | Lituania      |      |

Batteria 2
| Pos. | Atleta           | Nazione       | Note |
| ---- | ---------------- | ------------- | ---- |
| 1    | Jeffrey Hoogland | Paesi Bassi   | Q    |
| 2    | Patryk Rajkowski | Polonia       | Q    |
| 3    | Martin Čechman   | Rep. Ceca     | Q    |
| 4    | Michail Jakovlev | Israele       |      |
| 5    | Rafał Sarnecki   | Polonia       |      |
| 6    | Jack Carlin      | Gran Bretagna |      |

### Finali
Finalina
| Pos. | Atleta            | Nazione       | Note |
| ---- | ----------------- | ------------- | ---- |
| 7    | Michail Jakovlev  | Israele       |      |
| 8    | Rafał Sarnecki    | Polonia       |      |
| 9    | Jack Carlin       | Gran Bretagna |      |
| 10   | Hamish Turnbull   | Gran Bretagna |      |
| 11   | Vasilijus Lendel  | Lituania      |      |
| 12   | Melvin Landerneau | Francia       |      |

Finale
| Pos. | Atleta           | Nazione     | Note |
| ---- | ---------------- | ----------- | ---- |
| 1    | Harrie Lavreysen | Paesi Bassi |      |
| 2    | Patryk Rajkowski | Polonia     |      |
| 3    | Jeffrey Hoogland | Paesi Bassi |      |
| 4    | Mattia Predomo   | Italia      |      |
| 5    | Martin Čechman   | Rep. Ceca   |      |
| 6    | Tom Derache      | Francia     |      |